# 青蘭
青蘭（せいらん、生没年不詳）とは、江戸時代の浮世絵師。

## 来歴
会津生れで会陽青蘭と号したという。作画期は寛政末頃とされ、作に「青楼美人六花仙　松葉屋内喜瀬川」という大判錦絵1点が知られる。これは鳥文斎栄之作の同じ題の錦絵を模写したものである。